# Freenet AG
Freenet AG是一家德國遠程通信及網頁內容提供商。

## 历史
2009年，該公司以1.23亿欧元的价格将宽带互联网服务卖给了United Internet。